# Edwin Long

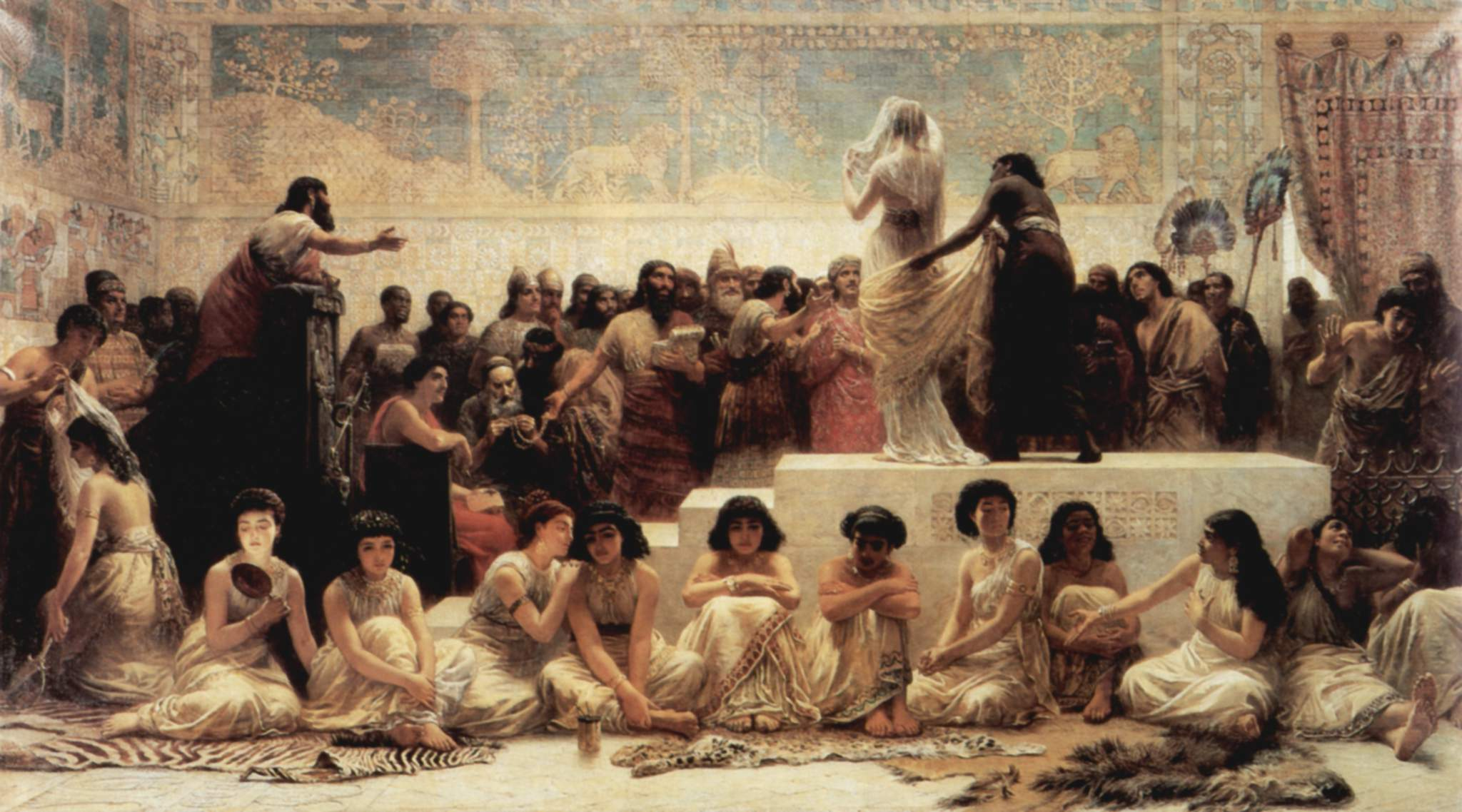
Babylónský trh s manželkami (1875)

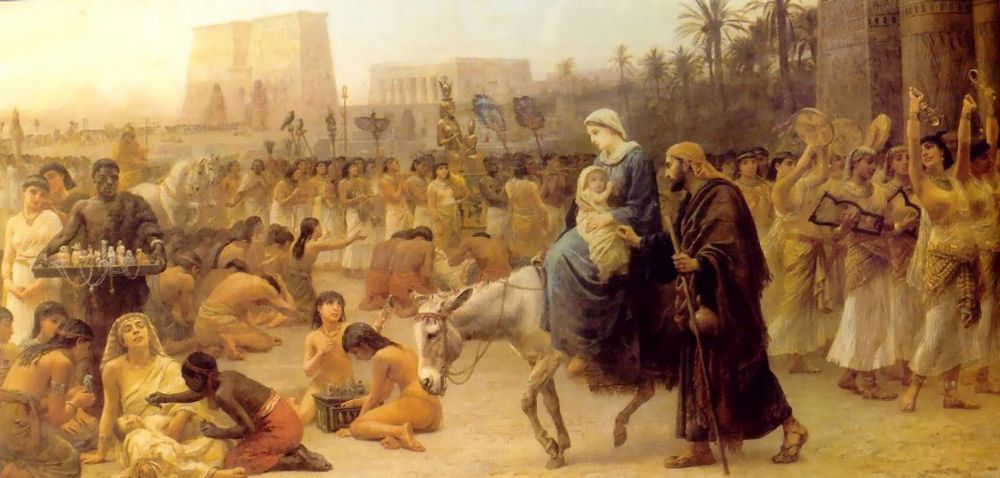
Anno Domini (1883)

Edwin Long (celým jménem Edwin Longsden Long) (12. července 1829, Bath – 15. května 1891, Hampstead) byl anglický malíř zobrazující anglické, historické a biblické náměty. Zabýval se též malbou portrétů.
Od dětství toužil stát se malířem, přihlásil se i ke studiu na Royal Academy of Arts v Londýně, nicméně byl odmítán pro údajný nedostatek výtvarného talentu, což jej později znechutilo natolik, že se již nepokoušel získat žádné oficiální malířské vzdělání.
V roce 1857 odcestoval do Španělska studovat tamější žánrové malířství, které mělo vliv i na jeho vlastní tvorbu. Jedním ze španělských malířů, který jej výrazně ovlivnil byl Bartolomè Esteban Murillo. Po návratu ze Španělska odcestoval v roce 1874 do Palestiny. Pobyt zde jej inspiroval k tvorbě rozměrných maleb s biblickou tematikou. Tyto obrazy mu přinesly úspěch i finanční zabezpečení a především získal i uznání od Royal Academy. V roce 1881 se následně stal jejím členem.
Obrazy Edwina Longa byly uznávány především kvůli důslednému ztvárnění historických faktů i pro své dokonalé technické vyhotovení. Jeho kritici však poukazovali na vyumělkovanost a nehybnost.
Edwin Long zemřel v roce 1891 na zápal plic ve svém domě v Hampsteadu.

## Dílo
- The Suppliants (1864)
- A Spanish Flower Seller (1867)
- The Gamekeeper (1869)
- A Street Scene in Spain (1871)
- The Approval (1873)
- The Moorish proselytes of Archbishop Ximines (1873)
- The Babylonian Marriage Market (1875)
- An Egyptian Feast (1877)
- The Gods and their Makers (1878)
- Queen Esther, (1878)
- Vashti Refuses the King's Summons (1879)
- The Eastern Favourite (1880)
- To Her Listening Ear Responsive Chords of Music Came Familiar (1881)
- Anno Domini (1883)
- Glauke: Pensive (1883)
- The Chosen Five (1885)
- Eastern Lily (1885)
- Jepthah's Vow: the Martyr (1885)
- Love's Labour Lost (1885)
- The Finding of Moses (1886)
- Alethe Attendant of the Sacred Ibis in the Temple of Isis (1888)
- Sacred to Pasht (1888)
- Preparing For The Festival Of Anubis (1889)